# Градски транспорт в Русе
Русенският градски транспорт води своето начало от 30-години на ХХ век, а от 1988 г. е открита първата тролейбусна линия. Приблизителната дължина на тролейбусните линии е 63 км и са проектирани да работят с 600 V DC електричество.
Единствен превозвач на територията на града е „Общински Транспорт Русе“ от 1 юли, 2024г. Тролейбусният парк се състои от тролейбуси с марки NAW и SOR Libchavy, както и от автобуси с марки SOR Libchavy и Van Hool. От края на 2015 е въведена система за оптимизация на градския транспорт. Тя включва подмяна на всички спирки, електронни табла по 100-те най-натоварени спирки и информационни знаци и карти с разписанията на линиите по всяка една от спирките. Таксуването се извършва чрез покупка на билет директно от шофьора. Билетът е на стойност 1.50 лв.

## Транспорт

### Тролейбусен транспорт
Броят на тролейбусните линии от 01.07.2024 г., е 9. 2-ра тролейбусна линия свързва Западна промишлена зона с централната и западната част на града. Тя се движи на сравнително чести интервали от време, като в пикове часове достигат до 10 минути. Останалите тролейбусни линии с номера 9, 13, 21, 24, 27 и 29 свързват кварталите „Дружба“ и „Чародейка“ с централната, западната и източната част на града. Всички те се дублират в участъка от Кръговото до кръстовището на булевардите Христо Ботев и Васил Левски (спирка „Технополис“). Всички линии са без кондуктор и качването се осъществява от първата врата (на шофьора) на съответното превозно средство.

### Автобусен транспорт
Автобусни линии с номера 3 и 4 свързват кварталите „Дружба“ и „Чародейка“ с Източната и Западната промишлена зона. 5-а автобусна линия свързва Централна гара с централната част на града и кварталите „Здравец“ и „Родина“ с последна спирка Кооперативен пазар. Автобусни линии 6, 7, 8 и 15 свързват отдалечените квартали „Средна кула“ и „Долапите“ с възловите точки на градската част. Автобусна линия 7, не се изпълнява от януари 2022 година. 10-а автобусна линия обслужва вилните зони „Боровете“, „Акациите“ и „Касева чешма“. 11-а автобусна линия е една от най-натоварените линии с интервал на движение от около 12 – 14 минути и свързва кварталите „Мальовица“, „Дружба 2“, „Мидия Енос“ и Централна гара с Центъра, Окръжна болница, Русенски университет, Западна промишлена зона и Дунав мост. 12-а автобусна линия е също с интервал на движение 10 – 12 минути и свързва Централна жп гара с бул. Липник и всички принадлежащи спирки към него, както и Западна промишлена зона и Дунав мост. 16-а автобусна линия свързва вилните зони в районите на „Петролна база“, „Гара Долапите“, „9-и километър“ и „16-и километър“ с основните артерии в града. 18-а автобусна линия е с най-дълъг маршрут и обслужва всички основни части на града. 19-а и 20-а автобусна линия свързват най-крайните и централните части на кварталите „Здравец“ и „Родина“ с централната част на града и Източна промишлена зона. 28-а автобусна линия е продължение на 27 тролейбусна линия, съответно до Дунав мост и кв. „Слатина“. 30-а автобусна линия свързва Идеален Център (Хотел „Рига“, Централни градски хали) с кварталите „Родина“ и „Чародейка“. 33-та автобусна линия е единствената връзка до кварталите „Образцов чифлик“ и „ДЗС“.

## Маршрутни линии
| Линия | Вид транспорт | Маршрут | Обслужваща фирма            |
| ----- | ------------- | --- | --------------------------- |
| 2     | тролейбусен   | Млекозавод/БОР – бул. „Трети март“ – Пожарна/Винзавод – Оргахим (Дунавска коприна)/Юта – Фазан/Жити – п.в. „Сарая“ – ул. „Сент Уан“ – ул. „Николаевска“ – Гимназия по корабостроене/Сент Уан – Чайка – бул. „Генерал Скобелев“ – МГ „Баба Тонка“ – Скобелев/СБА – пл. „Оборище“ – бул. „Липник“ – Мосю Бриколаж – Кауфланд/Ялта – Найден Киров/Петър Караминчев – Олимп – Подстанция – Трета поликлиника/Мол „Русе“ – Печатница „Дунав“/Авко – Мототехника/КАТ | Общински Транспорт Русе ЕАД |
| 3     | автобусен     | кв. „Чародейка Юг“ – ул. „Тодор Икономов“ – Търговски център – бул. „Васил Левски“ – Блок №115 – бул. „Гоце Делчев“ – Васил Левски – Помпена станция – бул. „България“ – Верила – Левента – ОУ „Алеко Константинов“ – п.в. „Охлюва“ – бул. „Мидия Енос“ – Централна жп гара – ул. „Николаевска“ – Гимназия по корабостроене – ул. „Стефан Стамболов“ – Сент Уан – п.в. „Сарая“ – бул. „Трети март“ – Жити/Фазан – Юта/Оргахим (Дунавска коприна) – Винзавод/Пожарна – БОР/Млекозавод – МЕТРО | Общински Транспорт Русе ЕАД |
| 4     | автобусен     | кв. „Дружба 3“, бл. 48 – ул. „Стоян Михайловски“ – ул. „Добри Войников“ – ул. „Александър Хаджирусет“ – Сервиз „Свирчев“ – бул. „Гоце Делчев“ – Напоителни системи – ул. „Даме Груев“ – кв. „Дружба 3“, Обръщало/Блок №28 – Блок №10/Блок №33 – Блок №6/ЦБА – бул. „Васил Левски“ – Блок №115 – ул. „Тодор Икономов“ – кв. „Чародейка Юг“ – Търговски комплекс – ул. „Филип Станиславов“ – кв. „Чародейка Север“ – Блок №403/Гробищен парк „Чародейка“ – ул. „Изгрев“ – Блок №302 – п.в. „Розова долина“ – ул. „Шипка“ – Кооперативен пазар (ЖП прелез) – ул. „Чипровци“ – ОУ „Олимпи Панов“/ЦДГ „Звездица“ – Зала „Дунав“/Колос – Олимп – ул. „Никола Петков“ – Млечна кухня – ул. „Тулча“ – Товарна гара/Добруджа – ул. „Плиска“ – Париж – кв. „Цветница“ – бул. „Тутракан“ – кв. „Тракция“ – Психодиспансер – Захарен завод – ПГ по транспорт/Тухлена фабрика – Еконт Експрес (Домостроене АД/Напорни тръби) – Митница/Дунав мост – бул. „България“ – Оргахим – ЗЕИМ (ИЗОМА) | Общински Транспорт Русе ЕАД |
| 5     | автобусен     | Централна жп гара – ул. „Николаевска“ – Гимназия по корабостроене/Сент Уан – Чайка – бул. „Генерал Скобелев“ – МГ „Баба Тонка“ – Скобелев/СБА – пл. Оборище“ – бул. „Липник“ – Мосю Бриколаж – Кауфланд/Ялта – Найден Киров/Петър Караминчев – Олимп – Подстанция – Трета поликлиника/Мол „Русе“ – ул. „Братислава“ – ул. „Рига“ – Жерав – Боряна/Кремена – ул. „Петрохан“ – Битов комбинат – Стадион „Дунав“ – Пъстрина/Странджа – ул. „Шипка“ – Кооперативен пазар (ЖП прелез) | Общински Транспорт Русе ЕАД |
| 6     | автобусен     | Дом на културата – бул. „Съединение“ – бул. „Цар Освободител“ – Сердика/Пантеона – пл. „Оборище“ – бул. „Генерал Скобелев“ – СБА/Скобелев – МГ „Баба Тонка“ – Мариела Сони/Чайка – ул. „Стефан Стамболов“ – Сент Уан/Гимназия по корабостроене – п.в. „Сарая“ – бул. „Трети март“ – Жити/Фазан – Юта/Оргахим (Дунавска коприна) – Винзавод/Пожарна – БОР/Мелкозавод – МЕТРО – Рибарска колиба/Старчески дом – Хижа „Приста“ – кв. „Долапите“ – ул. „Стремляне“ – ЖП прелез – Църква „Св. Архангел Михаил“/ОУ „Христо Смирненски“ – ул. „Свиленград“ – кв. „Долапите“ /Център/ – ул. „Хан Кардам“ – кв. „Средна кула“ – ул. „Йордан Йовков“ – кв. „Средна кула“ /Център/ – ул. „Басарбовска“ – Асфалтова база | Общински Транспорт Русе ЕАД |
| 7     | автобусен     | Гара Разпределителна – ул. „Иван Ведър“ – ул. „Потсдам“ – Топливо – Търговия на едро – ул. „Никола Петков“ – Млечна кухня – бул. „Липник“ – Комплекс „Стиф“ (Олимп) – Завод „Петър Караминчев“ – Комплекс „Ялта“ – пл. „Оборище“ – бул. „Цар Освободител“ – Блок „Афродита“ (Кооперативен пазар) – ул. „Мария Луиза“ – Блок №33 – Блок „Аксаков“ – ул. „Стефан Стамболов“ – Сент Уан – п.в. „Сарая“ – ул. „Свети Димитър Басарбовски“ – Кожарски завод – ЗММ – ТПК „Електрометал“ – Дъгов мост – Стрелбище – Русаново мостче – кв. „Средна кула“ – ул. „Йордан Йовков“ – кв. „Средна кула“ /Център/ – кв. „Долапите“ – ул. „Хан Кардам“ – кв. „Долапите“ /Център/ – ул. „Стремляне“ – ОУ „Христо Смирненски“ – ул. „Несебър“ – Стрелбище | Не се изпълнява към 2024 г. |
| 8     | автобусен     | Дом на културата – бул. „Съединение“ – бул. „Цар Освободител“ – Сердика – пл. „Оборище“ – Блок „Афродита“ – ул. „Мария Луиза“ – Блок №33 – Блок „Аксаков“ – ул. „Стефан Стамболов“ – Сент Уан – п.в. „Сарая“ – ул. „Свети Димитър Басарбовски“ – Кожарски завод – ЗММ – ТПК „Електрометал“ – Дъгов мост – Стрелбище – Русаново мостче – кв. „Средна кула“ – ул. „Басарбовска“ – Асфалтова база – Гробищен парк „Басарбово“ | Общински Транспорт Русе ЕАД |
| 9     | тролейбусен   | кв. „Чародейка Юг“ – ул. „Тодор Икономов“ – Търговски комплекс – бул. „Васил Левски“ – Блок №115 – бул. „Христо Ботев“ – Печатни платки – бул. „Цар Освободител“ – СОУ „Йордан Йовков“ (Кооперативен пазар) – пл. „Оборище“ – бул. „Генерал Скобелев“ – СБА – МГ „Баба Тонка“ – Сладкарница „Мариела Сони“ – ул. „Стефан Стамболов“ – Сент Уан – п.в. „Сарая“ – бул. „Трети март“ – Завод „Жити“ – Завод „Юта“ – Рафинерия „Приста Ойл“ – БОР | Общински Транспорт Русе ЕАД |
| 10    | автобусен     | Дом на културата – бул. „Съединение“ – бул. „Цар Освободител“ – Сердика – пл. „Оборище“ – Блок „Афродита“ (Кооперативен пазар) – бул. „Христо Ботев“ – Магазин „Технополис“ (Печатни платки) – бул. „Васил Левски“ – Блок №115 – ул. „Филип Станиславов“ – кв. „Чародейка Север“ – Блок №403 – ул. „Изгрев“ – Гробищен парк „Чародейка“ – „Николов“ ЕООД – „Интертрейд“ АД – Автосервиз „Колев“ – Вилна зона „Касева чешма“ – Вилна зона „Боровете“ – Вилна зона „Акациите“ – Прелеза | Общински Транспорт Русе ЕАД |
| 11    | автобусен     | Помощно училище – ул. „Мальовица“ – ул. „Тинтява“ – бул. „Гоце Делчев“ – Помпена станция – бул. „България“ – Верила – Блок „Левента“– ОУ „Алеко Константинов“ – п.в. „Охлюва“ – бул. „Мидия Енос“ – Централна жп гара – ул. „Борисова“ – Блок „Лермонтов“ – Блок „Орхидея“ – Медицински център – бул. „Генерал Скобелев“ – СБА – пл. „Оборище“ – бул. „Цар Освободител“ – Спортна зала „Булстрад арена“ (Белведере) – Пантеона – бул. „Съединение“ – Окръжна болница (Парк на възрожденците) – ул. „Плиска“ – Блок „Първа пролет“ – РУ „Ангел Кънчев“ – Париж – кв. „Цветница“ – бул. „Тутракан“ – кв. „Тракция“ – Център за психично здраве – Захарен завод – ПГ по транспорт – Домостроене АД (Еконт Експрес) – Дунав мост | Общински Транспорт Русе ЕАД |
| 12    | тролейбусен   | Централна жп гара – ул. „Николаевска“ – ул. „Свети Георги“ – ул. „Борисова“ – Блок „Лермонтов“ – Блок „Орхидея“ – Медицински център – бул. „Генерал Скобелев“ – СБА – пл. „Оборище“ – бул. „Липник“ – Магазин „Мосю Бриколаж“ – Магазин „Кауфланд“ – Завод „Найден Киров“ – Олимп – Подстанция – Трета поликлиника (МОЛ „Русе“) – Печатница „Дунав“ – Мототехника (КАТ) – бул. „България“ – Хотел „Фамилия“ – ЗЕИМ – Завод „Оргахим“– Дунав мост – бул. „Тутракан“ – Напорни тръби (Еконт Експрес) – Тухлена фабрика – Захарен завод | Общински Транспорт Русе ЕАД |
| 13    | тролейбусен   | кв. „Дружба 3“ – ул. „Даме Груев“ – Блок №10 – Блок №8 – бул. „Васил Левски“ – бул. „Христо Ботев“ – Печатни платки – бул. „Цар Освободител“ – СОУ „Йордан Йовков“ (Кооперативен пазар) – пл. „Оборище“ – бул. „Липник“ – Магазин „Мосю Бриколаж“ – Магазин „Кауфланд“ – Завод „Найден Киров“ – Олимп – Подстанция – Трета поликлиника (МОЛ „Русе“) – Печатница „Дунав“ – ул. „Иван Ведър“ – Автогара „Изток“ – Гара Разпределителна | Общински Транспорт Русе ЕАД |
| 15    | автобусен     | кв. „Долапите“ – ул. „Стремляне“ – Църква „Св. Архангел Михаил“ – ул. „Свиленград“ – кв. „Долапите“/Център/ – ул. „Хан Кардам“ – кв. „Средна кула“ – ул. „Йордан Йовков“ – кв. „Средна кула“/Център/ – ул. „Свети Димитър Басарбовски“ – Русаново мостче – Стрелбище – бул. „България“ – п.в. „Охлюва“ – бул. „Мидия Енос“ – Централна жп гара – бул. „Цар Освободител“ – СОУ „Йордан Йовков“ (Кооперативен пазар) – пл. „Оборище“ – бул. „Липник“ – Магазин „Мосю Бриколаж“ – Магазин „Кауфланд“ – Завод „Найден Киров“ – Олимп – Подстанция – Трета поликлиника (МОЛ „Русе“) – Печатница „Дунав“ – Мототехника (КАТ) | Общински Транспорт Русе ЕАД |
| 16    | автобусен     | Гара Разпределителна – ул. „Иван Ведър“ – Автогара „Изток“ – бул. „Липник“ – Бизнес център „Авко“ – МОЛ „Русе“ (Трета поликлиника) – Подстанция – Олимп – ул. „Никола Петков“ – Млечна кухня – ул. „Тулча“ – Товарна гара – ул. „Доростол“ – ОУ „Братя Миладинови“ – РУ „Ангел Кънчев“ – Гимназия по механотехника (Окръжна болница) – бул. „Съединение“ – бул. „Цар Освободител“ – Сердика – пл. „Оборище“ – бул. „Генерал Скобелев“ – СБА – МГ „Баба Тонка“ – Сладкарница „Мариела Сони“ – ул. „Стефан Стамболов“ – Сент Уан – п.в. „Сарая“ – бул. „Трети март“ – Завод „Жити“ – Завод „Юта“ – Винзавод – БОР – МЕТРО – Рибарска колиба – Хижа „Приста“ – 9-и километър – Петролна база – 16-и километър – Гара Долапите | Общински Транспорт Русе ЕАД |
| 18    | автобусен     | кв. „Дружба 3“, бл. 48 – ул. „Стоян Михайловски“ – ул. „Добри Войников“ – ул. „Александър Хаджирусет“ – Сервиз „Свирчев“ – бул. „Гоце Делчев“ – Напоителни системи – Помпена станция – бул. „България“ – Верила – Блок „Левента“ – ОУ „Алеко Константинов“ – п.в. „Охлюва“ – бул. „Мидия Енос“ – Централна жп гара – ул. „Николаевска“ – Гимназия по корабостроене – бул. „Неофит Бозвели“ – ул. „Борисова“ – Блок „Орхидея“ – Медицински център – бул. „Генерал Скобелев“ – СБА – пл. „Оборище“ – бул. „Цар Освободител“ – Спортна зала „Булстрад арена“ (Белведере) – Пантеона – бул. „Съединение“ – Окръжна болница (Парк на възрожденците) – ул. „Плиска“ – Блок „Първа пролет“ – РУ „Ангел Кънчев“ – Париж – ул. „Тулча“ – Блок „Добруджа“ (Товарна гара) – ул. „Никола Петков“ – Млечна кухня – бул. „Липник“ – Олимп – Подстанция – Трета поликлиника (МОЛ „Русе“) – Печатница „Дунав“ – Мототехника (КАТ) – бул. „България“– Хаджигенова чешма – Хиподрум               | Общински Транспорт Русе ЕАД |
| 19    | автобусен     | Кооперативен пазар (ЖП прелез) – ул. „Чипровци“ – ОУ „Олимпи Панов“ – Зала „Дунав“ – Олимп – ул. „Никола Петков“ – Млечна кухня – ул. „Тулча“ – Товарна гара – ул. „Доростол“ – ОУ „Братя Миладинови“ – РУ „Ангел Кънчев“ – Гимназия по механотехника (Окръжна болница) – бул. „Съединение“ – бул. „Цар Освободител“ – Сердика – ул. „Хан Аспарух“ – Младежки дом – ул. „Хан Крум“ – ул. „Константин Иречек“ – Механа „Странджата“ – ул. „Александровска“ – СОУ „Христо Ботев“ – ул. „Николаевска“ – Чайка – ул. „Стефан Стамболов“ – Сент Уан – п.в. „Сарая“ – бул. „Трети март“ – Завод „Жити“ – Завод „Юта“ – Винзавод – БОР – МЕТРО | Общински Транспорт Русе ЕАД |
| 20    | тролейбусен   | кв. „Изток“ – ул. „Рига“ – Блок „Жерав“ – Блок „Боряна“ – ул. „Котовск“ – бул. „Липник“ – Подстанция – Олимп – ул. „Никола Петков“ – Млечна кухня – ул. „Тулча“ – Товарна гара – ул. „Доростол“ – ОУ „Братя Миладинови“ – РУ „Ангел Кънчев“ – Гимназия по механотехника (Окръжна болница) – бул. „Съединение“ – бул. „Цар Освободител“ – Сердика – пл. „Оборище“ – бул. „Генерал Скобелев“ – СБА – МГ „Баба Тонка“ – Сладкарница „Мариела Сони“ – ул. „Стефан Стамболов“ – Сент Уан – п.в. „Сарая“ – бул. „Трети март“ – ул. „Матей Стойков“ – Русенска корабостроителница | Общински Транспорт Русе ЕАД |
| 21    | тролейбусен   | кв. „Чародейка Юг“ – ул. „Тодор Икономов“ – Търговски комплекс – бул. „Васил Левски“ – бул. „Христо Ботев“ – Печатни платки – бул. „Цар Освободител“ – СОУ „Йордан Йовков“ (Кооперативен пазар) – пл. „Оборище“ – бул. „Липник“ – Магазин „Мосю Бриколаж“ – Магазин „Кауфланд“ – Завод „Найден Киров“ – Олимп – Подстанция – Трета поликлиника (МОЛ „Русе“) – Печатница „Дунав“ – ул. „Иван Ведър“ – Автогара „Изток“ – Гара Разпределителна | Общински Транспорт Русе ЕАД |
| 23    | автобусен     | кв. „Дружба 3“, бл. 48 – ул. „Стоян Михайловски“ – ул. „Добри Войников“ – ул. „Александър Хаджирусет“ – Сервиз „Свирчев“ – бул. „Гоце Делчев“ – Напоителни системи – ул. „Даме Груев“ – Блок №10 – Блок №8 – бул. „Васил Левски“ – Печатни платки – бул. „Христо Ботев“ – бул. „Цар Освободител“ – СОУ „Йордан Йовков“ (Кооперативен пазар) – пл. „Оборище“ – бул. „Генерал Скобелев“ – СБА – ул. „Борисова“ – Бивш рибен магазин – ул. „Константин Иречек“ – ул. „Атанас Буров“ – ул. „Олимпи Панов“ – пл. „Хан Кубрат“ – ул. „Христо Г. Данов“ – ул. „Княжеска“ – ул. „Велико Търново“ – ул. „Духовно възраждане“ – ул. „Райко Даскалов“ – Хотел „Рига“ – бул. „Цар Фердинанд“ – ул. „Богдан Войвода“ – ул. „Мостова“ – Дом на културата | Общински Транспорт Русе ЕАД |
| 24    | тролейбусен   | кв. „Дружба 3“ – ул. „Даме Груев“ – Блок №10 – Блок №8 – бул. „Васил Левски“ – бул. „Христо Ботев“ – Печатни платки – бул. „Цар Освободител“ – СОУ „Йордан Йовков“ (Кооперативен пазар) – пл. „Оборище“ – бул. „Генерал Скобелев“ – СБА – МГ „Баба Тонка“ – Сладкарница „Мариела Сони“ – ул. „Стефан Стамболов“ – Сент Уан – п.в. „Сарая“ – бул. „Трети март“ – Завод „Юта“ – Завод „Оргахим“ – Винзавод – БОР | Общински Транспорт Русе ЕАД |
| 27    | тролейбусен   | кв. „Дружба 3“ – ул. „Даме Груев“ – Блок №10 – Блок №8 – бул. „Васил Левски“ – бул. „Христо Ботев“ – Печатни платки – бул. „Цар Освободител“ – СОУ „Йордан Йовков“ (Кооперативен пазар) – пл. „Оборище“ – Спортна зала „Арена Русе“ (Белведере) – Пантеона – бул. „Съединение“ – Окръжна болница (Парк на възрожденците) – ул. „Плиска“ – Блок „Първа пролет“ – РУ „Ангел Кънчев“ – Париж – кв. „Цветница“ – бул. „Тутракан“ – кв. „Тракция“ – Център за психично здраве – Захарен завод | Общински Транспорт Русе ЕАД |
| 28    | автобусен     | кв. „Дружба 3“, бл. 48 – ул. „Стоян Михайловски“ – ул. „Добри Войников“ – ул. „Александър Хаджирусет“ – Сервиз „Свирчев“ – бул. „Гоце Делчев“ – Напоителни системи – ул. „Даме Груев“ – Блок №10 – Блок №8 – бул. „Васил Левски“ – бул. „Христо Ботев“ – Печатни платки – бул. „Цар Освободител“ – СОУ „Йордан Йовков“ (Кооперативен пазар) – пл. „Оборище“ – Спортна зала „Булстрад арена“ (Белведере) – Пантеона – бул. „Съединение“ – Окръжна болница (Парк на възрожденците) – ул. „Плиска“ – Блок „Първа пролет“ – РУ „Ангел Кънчев“ – Париж – кв. „Цветница“ – бул. „Тутракан“ – кв. „Тракция“ – Център за психично здраве – Захарен завод – ПГ по транспорт – Домостроене АД (Еконт Експрес) – Дунав мост – Гранична полиция – кв. „Слатина“ – Завод „Керос“ | Общински Транспорт Русе ЕАД |
| 29    | тролейбусен   | кв. „Чародейка Юг“ – ул. „Тодор Икономов“ – Търговски окомплекс – бул. „Васил Левски“ – бул. „Христо Ботев“ – Печатни платки – бул. „Цар Освободител“ – СОУ „Йордан Йовков“ (Кооперативен пазар) – пл. „Оборище“ – Спортна зала „Булстрад арена“ (Белведере) – Пантеона – бул. „Съединение“ – Окръжна болница (Парк на възрожденците) – ул. „Плиска“ – Блок „Първа пролет“ – РУ „Ангел Кънчев“ – Париж – кв. „Цветница“ – бул. „Тутракан“ – кв. „Тракция“ – Център за психично здраве – Захарен завод | Общински Транспорт Русе ЕАД |
| 30    | автобусен     | кв. „Чародейка Юг“ – ул. „Тодор Икономов“ – ул. „Филип Станиславов“ – кв. „Чародейка Север“ – Блок №403 – ул. „Изгрев“ – Блок №302 – п.в. „Розова долина“ – ул. „Шипка“ – ул. „Згориград“ – Блок „Странджата“ – Блок „Боримечка“ – ул. „Петрохан“ – Стадион „Дунав“ – Битов комбинат – ул. „Костенец“ – Олимп – ул. „Никола Петков“ – Млечна кухня – ул. „Тулча“ – Товарна гара – ул. „Доростол“ – ОУ „Братя Миладинови“ – РУ „Ангел Кънчев“ – Гимназия по механотехника (Окръжна болница) – бул. „Съединение“ – бул. „Цар Освободител“ – Централни градски хали – бул. „Цар Фердинанд“ – Хотел „Рига“ | Общински Транспорт Русе ЕАД |
| 33    | автобусен     | Гара Разпределителна – ул. „Иван Ведър“ – Автогара „Изток“ – бул. „Липник“ – Бизнес център „Авко“ – МОЛ „Русе“ (Трета поликлиника) – Подстанция – Комплекс „Стиф“ (Олимп) – Завод „Петър Караминчев“ – Комплекс „Ялта“ – пл. „Оборище“ – бул. „Цар Освободител“ – Блок „Афродита“ (Кооперативен пазар) – бул. „Христо Ботев“ – Магазин „Технополис“ (Печатни платки) – Дом майка и дете – Изгрев – Русофилите – Магазин „Джъмбо“ – ДЗС – Зърносъхранение – Образцов Чифлик | Общински Транспорт Русе ЕАД |

## Превозни средства

### Стари превозни средства
През първите години на индустриализацията, в Русе се доставят съветски тролеи ZiU. Тролейбусите от швейцарските градове Базел, Берн и Винтертур бяха въведени в мрежата в края на 90-те години. Цялата наличност от превозни средства, главно от съветски и швейцарски тролейбуси, през 2008 и 2013г. поетапно бяха заменени с тролейбуси втора употреба от различни европейски страни. През 2023г. са въведени в експлоатация 15 нови тролейбуса чешко производство.
|  | Количество  | Марка          | Вид         | Произведен през: |
|  | ----------- | -------------- | ----------- | ---------------- |
|  | 56 автобуса | ZiU-9          | ZiU-9       | 1988-1990г.      |
|  | 5 автобуса  | ZiU-10         | ZiU-10      | 1989г.           |
|  | 29 автобуса | Iveco          | 2470 Socimi | 1983-1984г.      |
|  | 7 автобуса  | Neoplan        | N6021       | 1995–1996г.      |
|  | 2 автобуса  | Mercedes-Benz  | O405GTD     | 1990г.           |
|  | 6 автобуса  | Berna          | 4GTP        | 1965-1969г.      |
|  | 4 автобуса  | FBW            | Tr51        | 1956г.           |
|  | 6 автобуса  | FBW            | GTr51       | 1961г.           |
|  | 12 автобуса | Skoda Electric | 21TrACI     | 2001-2003г.      |
|  | 8 автобуса  | FBW / Hess     | 91T         | 1982–1983г.      |
|  | 8 автобуса  | Renault        | ER100H      | 1989г.           |
|  | 2 автобуса  | Skoda Electric | 14Tr        | 1989г.           |

### Нови превозни средства
|  | Количество    | Марка        | Вид    | Произведен през: |
|  | ------------- | ------------ | ------ | ---------------- |
|  | 22 тролейбуса | NAW / Lauber | 91T    | 1986–1990г.      |
|  | 15 тролейбуса | SOR Libchavy | TNS 12 | 2023г.           |